# Proposizione temporale
La proposizione temporale svolge nel periodo la stessa funzione del complemento di tempo nella frase semplice, indicando una circostanza 
di tempo riferita a quanto è espresso dalla reggente. Risponde alle domande quando? e per quanto tempo?
- Sono uscito quando hanno aperto le porte.

Ha la stessa funzione del complemento di tempo determinato, che potrebbe riprodurre quanto esposto nella seguente costruzione:
- Sono uscito al momento dell'apertura delle porte.

## Subordinazione esplicita
Nel caso della subordinazione  esplicita si tratta una frase subordinata introdotta da congiunzioni che variano a seconda della costellazione temporale degli eventi (anteriorità, contemporaneità, posteriorità).
L'anteriorità temporale può essere indicata nella frase con una serie di espressioni del tipo innanzitutto. In tal caso, il modo previsto nella subordinata è il congiuntivo, dato che l'azione viene considerata in un momento in cui non è ancora iniziata.
- È meglio uscire prima che chiudano le porte.

La contemporaneità può essere indicata, ad esempio, da quando, o mentre:
- È meglio uscire quando tutte le porte sono aperte.

Per la  posteriorità, riferita al verbo della principale rispetto al momento indicato nella secondaria, si usano locuzioni come dopo che o simili; anche quando ha la proprietà di poter indicare questa relazione temporale in combinazione ad un tempo composto:
- Non si può uscire dopo che hanno chiuso le porte.
- Non si può uscire quando hanno chiuso le porte.

## Subordinazione implicita
Esistono inoltre proposizioni temporali implicite, sempre subordinate che ricorrono al gerundio, all'infinito, al participio. In quanto segue, si ricordano le costruzioni più frequenti:
Il gerundio indica contemporaneità o, nella forma composta, anteriorità rispetto alla principale:
- Uscendo di casa, la donna  si dirige verso l'ufficio postale
- Essendo uscita di casa, la donna  si dirige verso l'ufficio postale

La seconda possibilità è comunque poco usata. Sarà senz'altro più probabile che si utilizzi, per indicare posteriorità, una forma del participio:
- Uscita di casa, la donna  si dirige verso l'ufficio postale

L'infinito può essere usato per esprimere le diverse costellazioni temporali di contemporaneità, posteriorità ed anteriorità:
- Al momento di uscire, Luigi si è sentito male
- Dopo essere uscito, si è sentito male
- Prima di uscire, si è sentito male